# Jim Croce
James Joseph (Jim) Croce [uitspraak: 'kroːʋtʃi ; kroowtsjie] (Zuid-Philadelphia, 10 januari 1943 - Natchitoches, 20 september 1973) was een Amerikaanse singer-songwriter. Hij brak bij het grote publiek door na zijn vroegtijdig overlijden. Hij heeft vijf studioalbums en elf singles uitgebracht en is vooral bekend geworden met melodieuze, gevoelige liedjes zoals I got a name, Bad, Bad Leroy Brown en Time in a bottle.

## Biografie
Jim Croce werd op 10 januari 1943 geboren in South Philadelphia, Pennsylvania. Al vroeg was hij bezig met muziek: op zijn vijfde speelde hij al een beetje accordeon. Pas later, in 1964, toen hij naar de Villanova University ging, ging hij serieus aan de slag met muziek. Rond die tijd is hij ook zijn vrouw tegengekomen, Ingrid Jacobson.

## Carrière
Met zijn vrouw trad Jim Croce tot 1970 op, waarbij ze veel covers speelden, maar ook hun eigen nummers schreven. In 1968 verhuisden Jim en Ingrid naar New York om daar hun eerste album bij Capitol Records op te nemen. Na de opnamen hebben ze 2 jaar lang door de VS gereisd. Ze traden op in cafés en kleine clubs om hun album, Jim & Ingrid Croce, te promoten.
Toen ze zich niet meer thuis voelden in New York en de muziekindustrie (later vertolkt in het nummer New York's Not My Home), vertrokken ze naar het platteland van Pennsylvania. Jim nam hier een baan om de huur te kunnen betalen, terwijl hij liedjes bleef schrijven. Veel van zijn liedjes gaan over mensen die hij ontmoette of gebeurtenissen die hij daar meemaakte. Jim heeft nog een serie andere baantjes gehad, in het leger en bij de radio, voordat hij succes zou krijgen.
In 1970 ontmoette Croce de pianist/gitarist Maury Muehleisen, via producer Joe Salviuolo die Croce nog kende van school. In het begin speelde Croce op de achtergrond met Muehleisen mee, maar in de loop van de tijd wisselde dat: Maury Muehleisen speelde nu gitaar bij de folkmuziek van Croce.
In 1972 kon Croce een platendeal krijgen bij ABC Records. Nog in datzelfde jaar bracht hij daar twee lp's uit: You Don't Mess Around With Jim en Life & Times. De singles You Don't Mess Around With Jim, Operator (That's Not The Way It Feels) en Time In A Bottle (dat geschreven was voor zijn nog niet geboren zoon, A.J. Croce) waren alle drie op de radio te horen. Met Bad, Bad Leroy Brown kwam Croce in juli 1973 op #1 in de Amerikaanse hitlijsten.

### Dood
In 1973, toen hij eindelijk succes kreeg, kwam Jim Croce (30 jaar) samen met Maury Muehleisen (24 jaar) om in een vliegtuigongeluk. Op 20 september 1973 stortte het Twin Beech toestel met Croce, Muehleisen en 4 andere inzittenden neer, één dag voor zijn nieuwe single I got a name zou uitkomen. Croce had net een succesvol optreden gehad in Natchitoches, Louisiana, en ging op weg naar Sherman, Texas voor zijn volgende optreden. Volgens onderzoekers steeg het vliegtuig niet snel genoeg op en raakte het een boom aan het eind van de startbaan. Er waren speculaties over de piloot, die ziek was en misschien een hartaanval heeft gekregen, maar in het uiteindelijke rapport wordt de crash toegeschreven aan een fout van de piloot.
Croce is begraven in Pennsylvania, Muehleisen in Trenton.

### Erfenis
Na Croce's dood kwam er ruime aandacht voor zijn muziek, wat ook kwam door zijn album I got a name. Dit album werd op 1 december 1973 uitgebracht. Er stonden drie hits op: Workin' at the Car Wash Blues, I'll Have to Say I Love You in a Song en I got a name.
Door de grote aandacht zijn er compilaties en rereleases uitgebracht, zoals Photographs & Memories, Jim Croce Home Recordings, Facets, Jim Croce: Classic Hits, Down the Highway" en Have You Heard - Jim Croce Live.
Ingrid Croce, de vrouw van Jim, begon  een restaurant met zijn naam in San Diego: Croce's Restaurant & Jazz Bar; het restaurant sloot in 2013. Hun zoon, Adrian James Croce, is nu onder de naam A.J. Croce een bekende singer-songwriter, net als zijn vader.

## Discografie

### Albums
| Album met eventuele hitnotering(en) in de Nederlandse Album Top 100 | Datum van verschijnen | Datum van binnenkomst | Hoogste positie | Aantal weken | Opmerkingen   |
| ------------------------------------------------------------------- | --------------------- | --------------------- | --------------- | ------------ | ------------- |
| Facets                                                              | 1966                  | -                     |                 |              |               |
| Croce                                                               | 1969                  | -                     |                 |              |               |
| You don't mess around with Jim                                      | 04-1972               | -                     |                 |              |               |
| Life and times                                                      | 07-1973               | 30-08-1975            | 29              | 3            |               |
| I got a name                                                        | 12-1973               | 23-08-1975            | 20              | 8            |               |
| Photographs & memories: His greatest hits                           | 10-1974               | -                     |                 |              | Verzamelalbum |
| Down the highway                                                    | 1975                  | -                     |                 |              | Verzamelalbum |
| The faces I've been                                                 | 1975                  | -                     |                 |              | Verzamelalbum |
| Greatest hits                                                       | 05-1975               | -                     |                 |              | Verzamelalbum |
| Time in a bottle: Jim Croce's greatest love songs                   | 1977                  | -                     |                 |              | Verzamelalbum |
| Bad, bad Leroy Brown: Jim Croce's greatest character songs          | 1978                  | -                     |                 |              | Verzamelalbum |
| I got a name                                                        | 1981                  | 06-06-1981            | 12              | 14           | Verzamelalbum |
| Jim Croce live: The final tour                                      | 1980                  | -                     |                 |              | Livealbum     |
| Collection                                                          | 01-12-1986            | -                     |                 |              | Verzamelalbum |
| The legendary Jim Croce                                             | 06-1978               | 04-02-1989            | 38              | 12           | Verzamelalbum |
| The 50th anniversary collection                                     | 22-09-1992            | -                     |                 |              | Verzamelalbum |
| 24 Karat gold in a bottle                                           | 15-07-1994            | -                     |                 |              | Verzamelalbum |
| Words and music                                                     | 14-09-1999            | -                     |                 |              | Verzamelalbum |
| The definitive collection: "Time in a bottle"                       | 16-05-2000            | -                     |                 |              | Verzamelalbum |
| VH1 behind the music: The Jim Croce collection                      | 21-08-2001            | -                     |                 |              | Verzamelalbum |
| Home recordings: Americana                                          | 14-10-2003            | -                     |                 |              | Verzamelalbum |
| Classic hits                                                        | 27-01-2004            | -                     |                 |              | Verzamelalbum |
| The way we used to be: The anthology                                | 13-09-2004            | -                     |                 |              | Verzamelalbum |
| Have you heard: Jim Croce live                                      | 31-01-2006            | -                     |                 |              | Livealbum     |
| The very best of Jim Croce                                          | 15-01-2007            | -                     |                 |              | Verzamelalbum |
| The original albums                                                 | 2012                  | 05-01-2013            | 65              | 1            | Verzamelalbum |

### Singles
| Single met eventuele hitnotering(en) in de Nederlandse Top 40 | Datum van verschijnen | Datum van binnenkomst | Hoogste positie | Aantal weken | Opmerkingen                               |
| ------------------------------------------------------------- | --------------------- | --------------------- | --------------- | ------------ | ----------------------------------------- |
| You don't mess around with Jim                                | 1972                  | 26-08-1972            | tip16           | -            |                                           |
| Bad, bad Leroy Brown                                          | 1973                  | 11-08-1973            | 27              | 4            | Nr. 20 in de Single Top 100 / Alarmschijf |
| I'll have to say I love you in a song                         | 1974                  | 08-06-1974            | 29              | 6            | Nr. 28 in de Single Top 100               |
| I got a name                                                  | 1975                  | 30-08-1975            | 25              | 3            |                                           |

### NPO Radio 2 Top 2000
| Nummers met noteringen in de NPO Radio 2 Top 2000 | '99  | '00  | '01 | '02  | '03  | '04  | '05  | '06  | '07  | '08  | '09  | '10  | '11  | '12  | '13  | '14  | '15  | '16  | '17  | '18  | '19  | '20 | '21 | '22 | '23 | '24 |
| ------------------------------------------------- | ---- | ---- | --- | ---- | ---- | ---- | ---- | ---- | ---- | ---- | ---- | ---- | ---- | ---- | ---- | ---- | ---- | ---- | ---- | ---- | ---- | --- | --- | --- | --- | --- |
| Bad, Bad Leroy Brown                              | 1763 | 1702 | -   | 673  | 1859 | 1963 | -    | -    | -    | -    | -    | -    | -    | -    | -    | -    | -    | -    | -    | -    | -    | -   | -   | -   | -   | -   |
| I Got a Name                                      | 1404 | 1066 | 856 | 1524 | 1979 | 1786 | 1584 | 1644 | 1853 | 1662 | 1731 | 1672 | 1737 | 1919 | 1362 | 1201 | 1469 | 1790 | 1927 | -    | -    | -   | -   | -   | -   | -   |
| I'll Have to Say I Love You in a Song             | 769  | 831  | 892 | 627  | 805  | 802  | 812  | 779  | 1075 | 815  | 1013 | 851  | 1035 | 1381 | 1212 | 1258 | 1385 | 1626 | 1507 | 1924 | 1742 | -   | -   | -   | -   | -   |
| Time in a Bottle                                  | 557  | 559  | 599 | 682  | 644  | 592  | 578  | 529  | 719  | 598  | 647  | 543  | 622  | 616  | 360  | 333  | 355  | 424  | 363  | 460  | 432  | 477 | 460 | 437 | 462 | 296 |
| You don't mess around with Jim                    | 1933 | -    | -   | -    | -    | -    | -    | -    | -    | -    | -    | -    | -    | -    | -    | -    | -    | -    | -    | -    | -    | -   | -   | -   | -   | -   |

1. ↑  Een '-' betekent dat het nummer niet was genoteerd en een vetgedrukt getal geeft de hoogste notering van een nummer aan.